# حريق واشنطن
حريق واشنطن (بالإنجليزية: Burning of Washington) هو الاسم الذي أُطلق على عملية حرق عددٍ من المباني المهمة في الولايات المتحدة الأمريكية أثناء حرب 1812 من قبل القوات البريطانية في أمريكا الشمالية في عام 1814.
كان الهجوم البريطاني نتيجة لغزو الولايات المتحدة لعاصمة كندا العُليا (يورك)، في الوقت التي كانت فيه من المستعمرات البريطانية في هذا الوقت وهي الآن (تورونتو وأونتاريو)، وكان ذلك في معركة يورك في عام 1813، وقامت القوات الأمريكية في هذا الغزو بنهب وأحراق وهدم المدينة ومباني مهمة مثل مبنى برلمان كندا العليا وجاء نتيجة هذا حريق واشنطن حيث دمر البيت الأبيض ونهب منه أشياء تاريخية كثيرة البعض منها مفقود حتى الآن والبعض رجع إلى أماكنه كصورة جورج واشنطن أول رئيس للولايات المتحدة.
أخلي الرئيس جيمس ماديسون والمسؤولين العسكريين وحكومته وتمكنوا من العثور على ملجأ لليلة في بروكفيل، وهي بلدة صغيرة في مقاطعة مونتغومري بولاية ماريلاند؛ أمضى الرئيس ماديسون الليلة في منزل كاليب بنتلي، وهو من طائفة الكويكر عاش وعمل في بروكفيل. ما يزال منزل بنتلي، المعروف اليوم باسم ماديسون هاوس، موجودًا. بعد العاصفة، عاد البريطانيون إلى سفنهم، والتي تطلّب الكثير منها إصلاحات بسبب العاصفة.

## الأسباب
تبنت الحكومة البريطانية، التي كانت في حالة حرب بالفعل مع فرنسا النابليونية، إستراتيجية دفاعية ضد الولايات المتحدة عندما أعلن الأمريكيون الحرب عام 1812. وأوقفت التعزيزات من كندا وتم الاعتماد بدلًا من ذلك على الميليشيات المحلية والحلفاء الأصليين لدعم الجيش البريطاني في كندا. ومع ذلك، بعد هزيمة نابليون بونابرت ونفيه في أبريل 1814، تمكنت بريطانيا من استخدام قواتها وسفنها المتاحة في ذلك الوقت لشن حربها مع الولايات المتحدة. أرسل إيرل باتهورست، وزير الدولة لشؤون الحرب والمستعمرات، لواءً عسكريًا وسفنًا بحرية إضافية إلى القلعة الإمبراطورية في برمودا، حيث فُرض حصار على الساحل الأمريكي وحتى احتُلت بعض الجزر الساحلية خلال الحرب. تقرر استخدام هذه القوات في غارات على طول ساحل المحيط الأطلسي لإبعاد القوات الأمريكية عن كندا.
كان القادة يخضعون لأوامر صارمة، مع ذلك، بعدم تنفيذ عمليات بعيدة في الداخل، أو محاولة السيطرة على الأراضي. في وقت مبكر من عام 1814، عُيّن نائب الأدميرال السير ألكسندر كوكران القائد العام للبحرية الملكية في أمريكا الشمالية ومحطة جزر الهند الغربية، حيث كان يسيطر على القوات البحرية المتمركزة في حوض بناء السفن الجديد في برمودا وساحة هاليفاكس البحرية التي كانت تستخدم لحصار الموانئ الأمريكية في المحيط الأطلسي طوال الحرب. لقد خطط لشن الحرب إلى الولايات المتحدة بهجمات في فرجينيا وضد نيو أورلينز.
كان الأدميرال جورج كوكبيرن قد تولى قيادة السرب في خليج تشيسابيك منذ العام السابق. في 25 يونيو، كتب إلى كوكران مؤكدًا أن الدفاعات هناك كانت ضعيفة، وشعر أن العديد من المدن الكبرى معرضة للهجوم. اقترح كوكران مهاجمة بالتيمور وواشنطن وفيلادلفيا. توقع الأدميرال كوكبيرن بدقة أنه في غضون فترة قصيرة من الزمن، وبقوة كافية، يمكننا بسهولة وضع العاصمة تحت رحمتنا. وكان قد أوصى بأن تكون واشنطن هي الهدف، بسبب السهولة النسبية للهجوم على العاصمة الوطنية والتأثير السياسي الأكبر الذي يحتمل أن ينتج عنه. كان اللواء روس أقل تفاؤلا. وبحسب شبكة سي بي سي نيوز لم يحلم قط لمدة دقيقة واحدة بأن جيشًا قوامه 3500 رجل مع تعزيزات بألف من مشاة البحرية، بدون سلاح فرسان، وبالكاد توجد مدفعية، يمكن أن يسير لمسافة 50 ميلًا إلى الداخل ويستولي على عاصمة معادية. رفض روس أيضًا قبول توصية كوكبيرن بحرق المدينة بأكملها. لقد أنقذ جميع الممتلكات الخاصة تقريبًا.
قاد اللواء روس جيشًا قوامه 4500 رجل في واشنطن، ويتألف من الفوج الراجل الرابع (فوج الملك)، والفوج الراجل الحادي والعشرين (الملكي الشمالي البريطاني)، والفوج الراجل 44 (شرق إسيكس)، والفوج 85 الراجل.

وكان الدافع الإضافي هو الانتقام مما اعتبرته بريطانيا التدمير الوحشي للممتلكات الخاصة على طول الشواطئ الشمالية لبحيرة إيري من قبل القوات الأمريكية بقيادة الكولونيل جون كامبل في مايو، وأبرزها الغارة على ميناء دوفر. في 2 يونيو، كتب السير جورج بريفوست، الحاكم العام لأمريكا الشمالية البريطانية، إلى كوكرين في أدميرالتي هاوس، في خليج بيلي، برمودا، يدعو إلى الانتقام من التدمير الأمريكي للممتلكات الخاصة في انتهاك لقوانين الحرب. جادل بريفوست بأن:
«نتيجة للسلوك المشين الأخير للقوات الأمريكية في التدمير الوحشي للممتلكات الخاصة على الشواطئ الشمالية لبحيرة إيري، حتى إذا استمرت الحرب مع الولايات المتحدة، يمكنك، إذا كنت تعتقد أنه من المستحسن، المساعدة في إلحاق إجراء انتقامي يردع العدو عن تكرار اعتداءات مماثلة».
تشير العديد من المصادر أيضًا إلى أن الهجوم على واشنطن كان بدافع الانتقام من نهب يورك في كندا العليا، عاصمة المقاطعة، بعد معركة يورك في أبريل 1813. ولكن البحث الذي أكملته صحيفة واشنطن بوست، يدحض هذا الادعاء. لم يُطرح وجود حريق سابق لمباني البرلمان في يورك كمبرر إلا بعد شهور، بعد أن واجه البريطانيون انتقادات في الداخل والخارج لحرق مباني في واشنطن. في وقت سابق، قدم البريطانيون شكاوى فقط بشأن التدمير الوحشي على طول منطقة نياجرا وبحيرة إيري.
في 18 يوليو، أمر كوكران كوكبيرن بردع العدو من تكرار اعتداءات مماثلة... أنت مطالب بموجب هذا وموجه بتدمير وإهلاك مثل هذه البلدات والمناطق التي قد تجدها قابلة للهجوم. أصدر كوكران تعليماته قائلًا: «إنك لن تدخر سوى أرواح السكان العزل في الولايات المتحدة». استطلع روس وكوكبيرن إمكانية إحراق قصر الرئيس، وخلال هذه الفترة اندلعت عاصفة كبيرة بشكل غير متوقع من الجنوب الشرقي وواجههم عدة مرات أثناء ركوب الخيل نساء كبيرات في السن من مدينة واشنطن ورجال دين مسنين (المشيخية الجنوبية والمعمدانية الجنوبية)، مع النساء والأطفال الذين كانوا يختبئون في المنازل والكنائس. طلبوا الحماية من سوء المعاملة والسرقة من قبل المجندين من قوات المشاة البريطانية الذين اتهموا بمحاولة نهب منازل خاصة ومباني أخرى. قام الجنرال روس بوضع الأصفاد حول معاصم جنديين بريطانيين لانتهاك أوامره العامة. طوال أحداث ذلك اليوم، هبت عاصفة شديدة في المدينة، وازدادت سوءًا ليلة 24 أغسطس 1814.